# Robert Charroux
Robert Charroux, pseudonimo di Robert Joseph Grugeau (Payroux, 7 aprile 1909 – Charroux, 24 giugno 1978), è stato uno scrittore, saggista, pseudoscienziato, giornalista e fotografo francese, che deve la sua fama ai suoi scritti nel campo della teoria degli antichi astronauti, di cui è considerato uno dei primi esponenti assieme a Jean Sendy, Peter Kolosimo e W. Raymond Drake, e alle sue ricerche nel campo dell'archeologia misteriosa.
Charroux è stato un pioniere nell'ambito di tali teorie, pubblicando almeno sei opere di saggistica in questo tema nell'ultimo decennio della sua vita, tra cui Cento mila anni di storia sconosciuta dell'uomo (1963, 1970), Il libro dei segreti traditi (1963), Forgotten Worlds (1973), Masters of the World (1974), The Gods Unknown (1974) e Legacy of the Gods (1974), ispirando celebri autori successivi come Erich von Däniken, Zecharia Sitchin e altri; fu altresì un teorico del pancelticismo, ideologia etnonazionalista dei Paesi celtici.

## Biografia
Robert Grugeau, che in seguito assunse lo pseudonimo Charroux dall'omonimo paese dove risiedeva stabilmente dagli anni '50, durante la sua vita lavorò come impiegato delle poste francesi. È quindi una leggenda quella che lo vuole in un ruolo politico, addirittura Ministro degli affari culturali, durante il governo di Vichy, il regime collaborazionista filo-nazista durante la seconda guerra mondiale. Durante l'occupazione tedesca della Francia, lavorò anche come impiegato museale e fu assegnato dai musei nazionali al deposito di Lavoûte (Haute-Loire), con il compito di preparare l'evacuazione dei reperti. Nell'ottobre del 1944, la direzione dei musei lo nominò a capo del deposito nel castello di Verteuil (Charente), dove mantenne la carica fino ad un anno dal ritorno delle collezioni nel loro luogo di origine. Tornò poi a lavorare per le poste nel 1945.
Dopo la guerra, si dedicò al giornalismo, lavorando a Parigi come  freelance e per Destin, Ici Paris, Tout savoir, !Noir et blanc, Mirror of History. Dal 1947, divenne un fotoreporter. L'anno successivo salvò dalla distruzione le sale della Villa di Charroux (XVI secolo), dichiarate monumento storico dalla Direzione Generale delle Arti e delle Lettere.
Come autore scrisse inizialmente otto opere di narrativa tra il 1942 il 1946 utilizzando lo pseudonimo di Saint-Saviol. Si occupò anche di sceneggiatura per un fumetto francese, Atomas, su un supereroe a propulsione atomica, apparso sul settimanale Mon Journal alla fine degli anni '40. Per la stessa rivista Charroux scrisse un'avventura di fantascienza in forma seriale, L'isola volante del prof. Barthelemy. Iniziò a usare lo pseudonimo Charroux nel 1942, che divenne il suo nom de plume regolare dal 1962 in poi.
Charroux sposò Yvette Bernuchot nell'aprile 1930. Vissero in rue St. Sulpice a Parigi fino alla fine degli anni '50.
Nel 1976 si ritirò definitivamente a Charroux, e quando morì improvvisamente (1978), al ritorno di un viaggio che lo aveva spossato (probabilmente per problemi cardiaci), a 69 anni, fu sepolto nel cimitero locale in una tomba a forma di menhir che aveva fatto sistemare pochi giorni prima.

## Attività

### Celticismo e teoria degli antichi astronauti

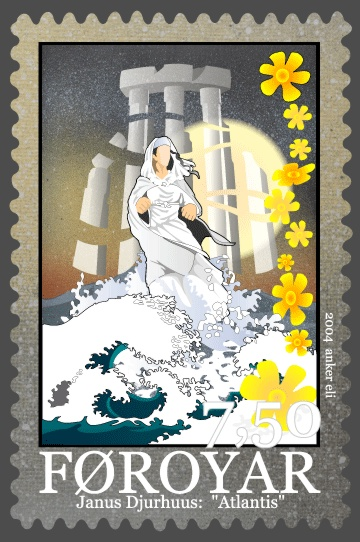
La distruzione di Atlantide in un francobollo emesso dalle Isole Fær Øer (2004)

Le teorie di Charroux sugli antichi astronauti non godono di alcun credito nella comunità scientifica e furono criticate dall'archeologo francese Jean-Pièrre Adam nel 1975. Le sue opere sono state descritte come opere di pseudostoria e pseudoscienza. Pur richiamandosi verbalmente e formalmente alla scienza, egli di fatto critica pesantemente la "scienza accademica ufficiale" dichiarandola perlopiù falso scientismo, senza mezze misure. Egli vede le proprie ricerche come scienza di confine, vera e propria protoscienza non ancora riconosciuta.

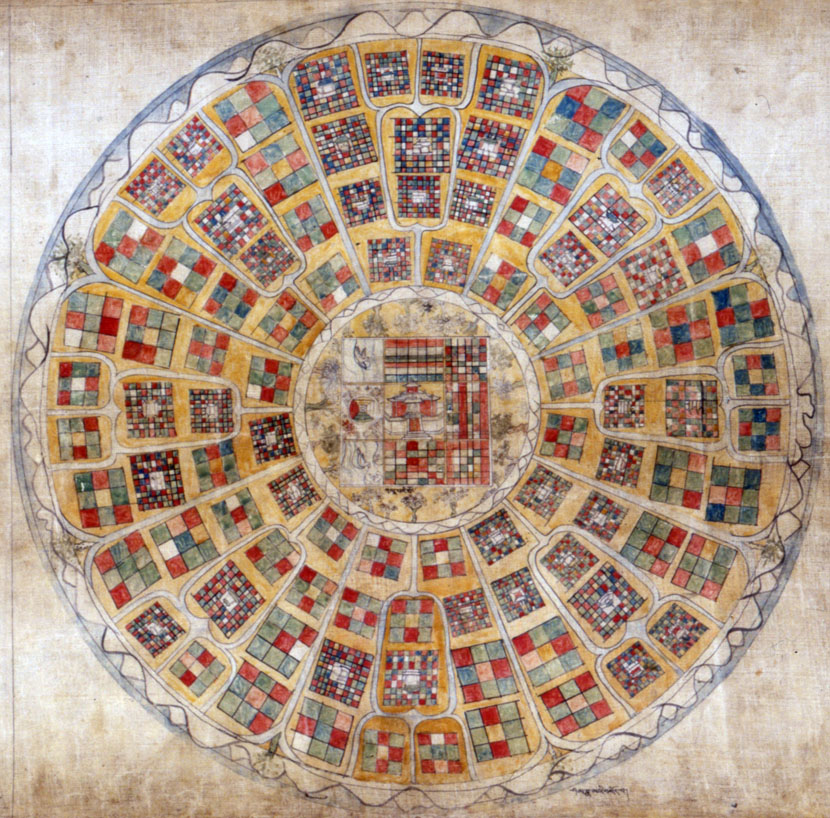
Dipinto tibetano del XVI secolo che rappresenta Śambhala, conservato presso il Rubin Museum of Art di New York, con una forma simile alla capitale di Atlantide come descritta da Platone.

Alcuni considerano le sue opere come esempi di pan-celticismo culturale, un movimento simile al nordicismo e all'arianismo pan-germanico; il pancelticismo era un'ideologia etnonazionalista, erede della celtomania, abbastanza diffusa in alcune zone della Francia (come la Bretagna) e in altri paesi di storia celtica all'inizio del XX secolo, negli ambienti del nazionalismo. Charroux ha ipotizzato nel suo libro Lost Worlds: Scientific Secrets of the Ancients che i Maya e gli antichi peruviani discesero da antichi migranti celtici. Fece diversi viaggi tra cui parecchi sulla Cordigliera delle Ande alla ricerca di presunte prove. Secondo Charroux, il Candelabro o Tridente delle Ande e le Linee di Nazca sarebbero stati creati da una civiltà preceltica, forse la stessa degli autori dell'Uomo di Wilmington nel Sussex in Inghilterra.
L'autore ha anche messo in relazione gli dei dalla pelle bianca menzionati nel Popol Vuh - come Kukulkán, divenuto poi il Quetzalcoatl azteco ed il Viracocha degli Incas - agli antichi celti provenienti da Iperborea, che viene qua a rappresentare una versione ufologica del mito esoterico-occulto di Thule come luogo originario della razza ariana (come propugnato dall'ariosofia della Società Thule e di ambienti della teosofia blavatskiana), mito che nella teoria di Charroux è spogliato sostanzialmente dello spiritualismo di questi gruppi. Charroux fu tacciato di aver dato visibilità nuova a teorie esoteriche razziste sotto una forma essoterico-popolare. Secondo Charroux Iperborea fu la prima patria dei nordici, poi trasferitisi ad Atlantide. Questa teoria ripresa dalla teosofia, fu avanzata per la prima volta nel XVIII secolo dall'astronomo illuminista Jean Sylvain Bailly.

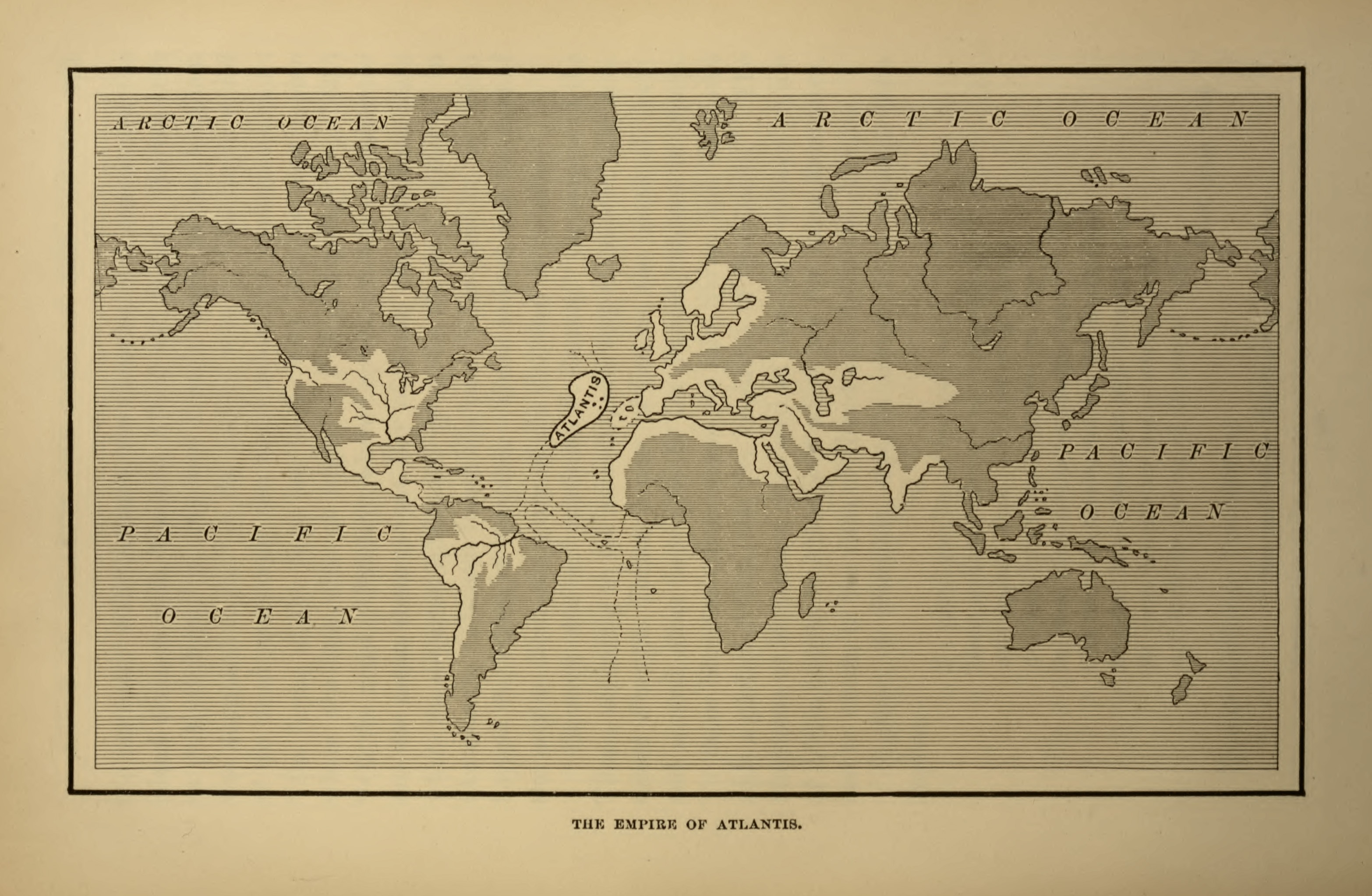
Una mappa che mostra l'ipotetica estensione dell'impero di Atlantide; da Atlantis: the Antediluvian World di Ignatius Donnelly, 1882

Nel suo libro Lost Worlds Charroux respinse la teoria dell'evoluzione umana, e sostenne invece una sorta di devoluzionismo per cui la maggioranza degli umani sarebbero di origine aliena, superiore agli ominidi, ma regrediti. Charroux sosteneva, come Esiodo e studiosi tradizionalisti quali Evola, che l'Homo sapiens regredisce da millenni con gli incroci mentre era superiore nel passato in termini di evoluzione fisica e mentale; sosteneva inoltre che "Atlantide e Mu non sono sogni di spiritualisti, ma realtà di un'era misteriosa". Ha inoltre affermato che gli atlantidei e gli iperborei (che sarebbero anche gli abitanti della Terra cava, di Agarthi e Shamballa), erano gli antenati degli esseri umani moderni, e che i primi umani intelligenti sulla Terra erano originariamente extraterrestri o loro figli.

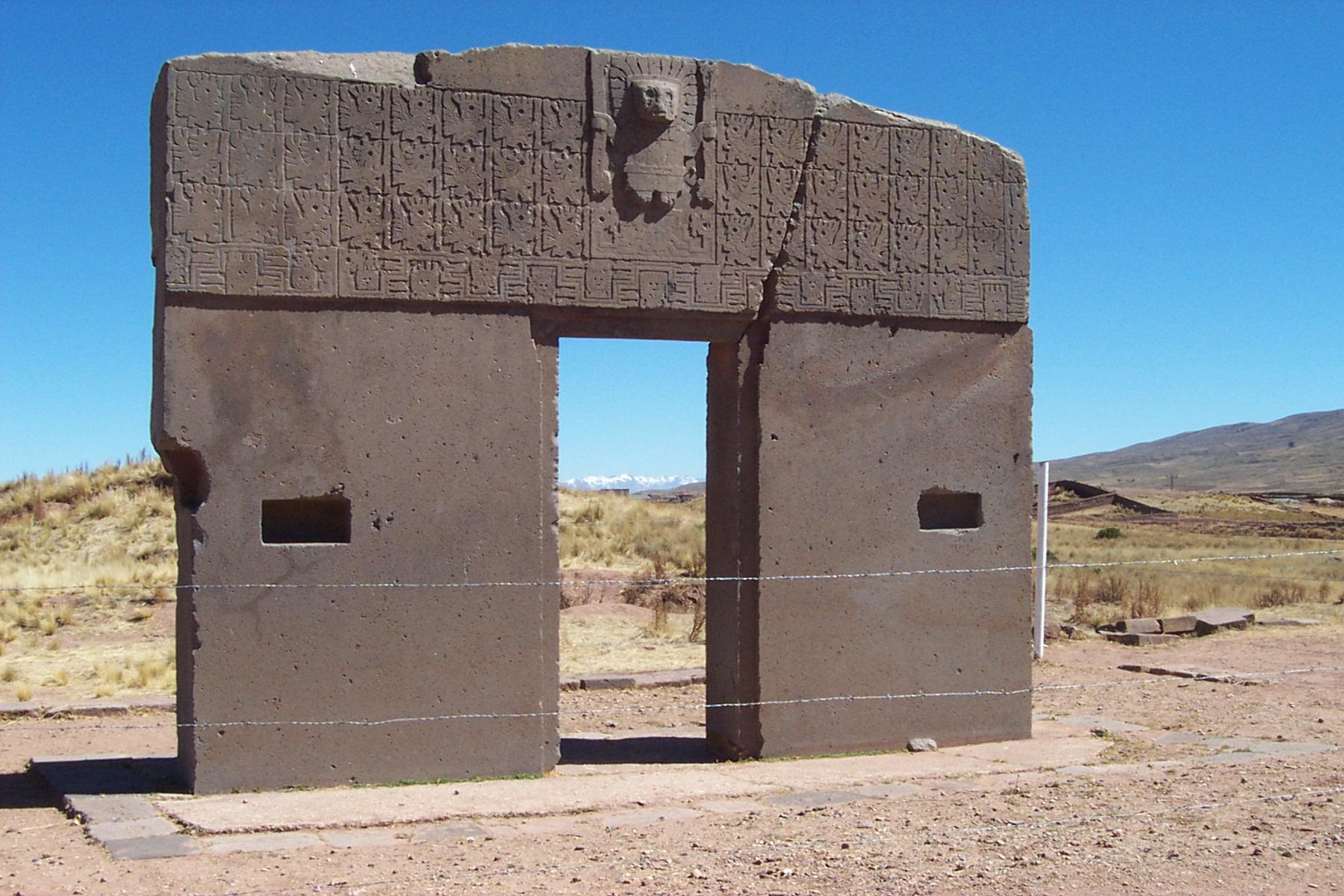
La Porta del Sole a Tihuanaco, portale dimensionale utilizzato dagli antichi astronauti per il viaggio interstellare rapido secondo le teorie di Charroux poi riprese da molti autori di archeologia misteriosa.

Gli europoidi ("bianchi", in cui include "ariani", indoarii, ebrei, slavi ma anche i giapponesi) sarebbero puri alieni o da loro derivati (con incroci con uomini autoctoni), gli asiatici (da lui chiamati "rossi" e "gialli"), comprendenti anche i nativi americani, sarebbero derivati da europei sottoposti alle radiazioni ionizzanti di una guerra nucleare tra fazioni extraterrestri, più incroci tra alieni con uomini e alcuni animali compatibili (Charroux cita il mito pre-incaico Tiahuanaco dei 70 figli generati da Orejona con umani e tapiri, per Charroux questa dea madre era un aliena venusiana), mentre i neri sarebbero derivati dagli autentici umani autoctoni, quindi dagli ominidi africani come Homo erectus, senza l'apporto di DNA extraterrestre o mutazioni indotte (in questo caso ammette una qualche forma di evoluzione naturale).
Secondo Charroux, l'Iperborea era situata tra l'Islanda e la Groenlandia e fu la prima terra d'insediamento degli alieni nordici, resi famosi nell'immaginario popolare dai contattisti George Adamski e Billy Meier, e da cui sarebbe discesa la razza nordica, provenienti da un pianeta freddo situato lontano dal Sole, Ummo o Baavi (protagonisti di famosi casi di lettere false a sfondo ufologico diffuse tra gli anni '50 e '60), mentre una seconda venuta di alieni sarebbe provenuta da Venere.
(Robert Charroux, 1969)
Nel suo primo libro, invece, Charroux menzionava come origine degli alieni la Luna, seguendo la teoria catastrofista "selenita" di Hanns Hörbiger, Denis Saurat e Marcel Boscher.
Riprendendo gli scritti del sensitivo Edgar Cayce su Atlantide e la sua teoria sulla camera degli scritti che si sarebbe trovata sotto la Grande Sfinge di Giza, nonché ispirandosi al Libro di Enoch, riteneva che gli antichi egizi avessero avuto conoscenze ereditate da civiltà scomparse ma che poi la casta sacerdotale e i faraoni le avessero dimenticate:
(da Il libro dei Maestri del mondo, 1967, p. 19)
(Storia sconosciuta degli uomini)
Diversamente dalla maggior parte dei teorici della paleoastronautica, Charroux ebbe un grande interesse per il razzialismo e il razzismo scientifico, sostenendo che l'aspetto potesse essere influenzato non solo dalla genetica ma dal luogo di nascita.

Sempre nella Storia sconosciuta degli uomini ipotizza che alcuni alieni nemici dei Nordici siano viaggiatori temporali e possiedano tecniche scientifiche avanzatissime di controllo mentale, possessione e possibilità di "reincarnazione": 
(Il libro dei segreti del mondo, p. 19)
Charroux è anche noto per la sua teoria pseudoscientifica dei cromosomi memoria, ripresa dalle teorie di Karl Maria Wiligut sulla memoria genetica, per cui gli uomini che li possiedono possono accedere in maniera epigenetica all'inconscio collettivo degli antenati, avendo intuizioni e "visioni" delle conoscenze extraterrestri dimenticate. Egli attribuisce queste capacità ad esempio agli uomini (cromosomi memoria molto funzionanti sono attribuiti da Charroux ai teosofi e sensitivi come i citati Madame Blavatsky ed Edgar Cayce) e a diverse specie animali. 
(Le livre du mysterieux inconnu, 1969)
Nelle sue ricerche ipotizzò, ispirandosi ad anche al teorico ariosofico Adolf Lanz e a un'ipotesi di Nikola Tesla, che l'Arca dell'Alleanza fosse un condensatore o un generatore elettrico e potesse sviluppare delle scariche fino 700 volt, in quanto costruita da Mosè secondo le conoscenze tecniche segrete degli egizi. Secondo l'interpretazione dell'archeologia misteriosa gli antichi egizi possedevano il segreto dell'elettricità derivato dalla civiltà extraterrestre, come mostrerebbero i bassorilievi e i geroglifici nella cripta del tempio di Dendera (cosiddette lampade di Dendera).

Inoltre introdusse la nozione di primistoria al posto di preistoria. Charroux, occidentalista ed eurocentrista, ipotizzò e mise in guardia sul fatto che i grattacieli di New York sarebbero stati attaccati da aerei provenienti da oriente, cosa che i cospirazionisti collegano all'attentato dell'11 settembre 2001, scatenando una terza guerra mondiale: 
(L'énigme des Andes, 1965, capitolo IX, Les temps d'apocalypse)

### Influenza di Charroux

#### Paleoastronautica

Erich von Däniken nel 1987

L'influenza che la prima opera di Charroux (nella sua versione del 1963) ebbe su Peter Kolosimo e sui primi libri di Erich von Däniken (1968-1970), così come l'influenza che i primi libri di von Däniken ebbero su Charroux stesso sono ampiamente riconosciute, ma von Däniken sembra invece avere tratto ispirazione principalmente da una precedente opera francese, Il mattino dei maghi di Louis Pauwels e Jacques Bergier (1960), che probabilmente fu d'ispirazione diretta anche per Charroux, e a sua volta riprendeva alcuni racconti di Howard Phillips Lovecraft. L'editore di Charroux contattò von Däniken nel marzo 1968 in merito ad evidenze di plagio, con il risultato che le successive ristampe di Gli extraterrestri torneranno e Noi extraterrestri menzionarono Charroux nella bibliografia. Il francese riconosce allo scrittore svizzero una profonda capacità di intuizione dovuta ai cromosomi memoria, in quanto le sue "scoperte" sono valide e interessanti per Charroux, nonostante Däniken molte volte non porti le prove delle affermazioni più importanti. Von Däniken sostiene tuttavia di non essere un razzialista come Charroux, ma sostiene comunque tali differenze di razza. Non è devoluzionista ma segue una sorta di creazionismo non religioso ed evoluzione umana guidata, dove le popolazioni bianche europee-indoeuropee e asiatiche vengono definite il più alto grado evolutivo raggiunto dagli alieni creatori, mentre gli africani sarebbero stati la prima creazione, modificando il DNA di Homo erectus, poi,  secondo lo scrittore svizzero, migliorata geneticamente. Elementi di razzismo si trovano quindi anche nelle prime pubblicazioni di von Däniken, ad esempio in Signs of the Gods.
L'idea degli alieni provenienti da un pianeta lontano dal Sole ha probabilmente influenzato Zecharia Sitchin con la sua teoria del presunto pianeta Nibiru, patria degli Annunaki-Elohim della Mesopotamia, creatori dell'uomo tramite il proprio DNA innestato su ominidi con l'ingegneria genetica; Nibiru è infatti descritto da Sitchin come un mondo transnettuniano, un pianeta X della fascia di Kuiper, lontano dal Sole a cui si avvicina solo dopo cicli lunghissimi di rivoluzione.
Charroux affermava invece che tale razza degli iperborei extraterrestri e dei loro discendenti celti aveva dominato il mondo intero nell'antichità, e che quindi gli esseri umani sarebbero stati alieni essi stessi o derivanti da ibridazione tramite accoppiamento, ma non loro creazioni genetiche come in Sitchin e von Däniken.

#### Legami con il neonazismo esoterico e il neo-tradizionalismo
In alcune idee Charroux fu influenzato come detto dalla Società Teosofica, dall'ariosofia, da scrittori come l'attivista nazista greca Savitri Devi, dalle ricerche pseudostoriche dell'Ahnenerbe, dal misticismo nazista e dal nazionalismo celtico assieme al nordicismo. Le opere di Charroux, a causa della sua insistenza sul mito nordico, hanno influenzato a loro volta gli scrittori del neonazismo esoterico del dopoguerra, come il diplomatico cileno neonazista Miguel Serrano, secondo cui gli alieni ariani arrivarono da un pianeta in orbita al Sole nero e possedevano l'energia Vril. Charroux non si dichiarò mai esplicitamente fascista o nazionalsocialista, sebbene ne L'enigma delle Ande e in altri libri introduca chiaramente ideologie antimoderne e conservatrici, tradizionaliste politiche e integrali (tra cui una critica razzista e pseudoscientifica in opposizione ai vaccini e alle trasfusioni di sangue: secondo Charroux la mescolanza sanguigna danneggerebbe i cromosomi-memoria e, a causa dell'uso errato di "tecnologia sudamericana incaica" un medico andaluso avrebbe provocato la diffusione dell'influenza spagnola, mentre i vaccini mescolerebbero le razze creando "legami magici" e trasferendo le sofferenze animali agli uomini, oltre che rendendo vulnerabili ad altre malattie); e toccando anche tematiche vagamente antisemite (facendo un paragone speculare tra la politica imperialista tedesca sotto Hitler e l'atteggiamento presunto degli ebrei) e vicine a quelle propagandistiche del nazismo, ad esempio allusioni positive all'eugenetica forzata nazista, secondo i critici.
Benché apparentato come molti autori del filone ufologico alla New Age, Charroux respinge i nuovi movimenti religiosi, così come critica il Sessantotto, gli hippie, la rivoluzione sessuale in relazione al ruolo della donna (conseguentemente si oppone al femminismo, inserendo in alcuni saggi - secondo i critici - idee espressamente maschiliste e misogine secondo cui esse sarebbero propense all'adulterio e attratte dallo stupro) e sostiene l'importanza dell'eugenetica migliorativa e di forme di eutanasia. Critica infatti l'accanimento terapeutico che secondo lui la medicina moderna attuerebbe nei confronti di malati terminali e inguaribili, a svantaggio economico della maggioranza che si vedrebbe privata di "vacanze, riposo e di divertimenti ben meritati e necessari, tutto a vantaggio di moribondi e di persone condannate a uno stato stagnante e vegetativo".
Per quanto riguarda gli ebrei, essi sarebbero "tecnicamente" ariani, a differenza di quanto sostenuto da teosofia e nazismo, ma avrebbero volutamente rimosso la storia antica delle origini aliene, e, come i tedeschi stessi, avrebbero ambito al dominio del mondo (guidati dal dio dell'Antico Testamento, Yahweh, extraterrestre interessato al potere materiale), per cui un conflitto razziale tra loro e la Germania, culminato nella Shoah e nella seconda guerra mondiale era secondo l'autore francese inevitabile. Giosuè è visto come un precursore (e una versione ebraica) dello stesso Hitler nell'antichità. Il dittatore tedesco è descritto come "un credulone" come tutti gli occultisti, ma comunque dotato di capacità da medium, in grado di accedere a conoscenze dimenticate in stato di trance e tramite "visioni profetiche" e del passato, grazie ai suoi cromosomi memoria particolarmente sviluppati.
(da Il libro dei Maestri del mondo, 1967, p. 20)
I teorici nazisti esoterici sostenevano teorie affini, gnostico-ufologiche, o mitologie atlantidee di derivazione teosofica o mistico-nazista, secondo cui Nordici extraterrestri si sarebbero installati sui due continenti scomparsi, ma poi ci sarebbe stata una distruttiva guerra (una delle tante) tra Nordici di Atlantide e i Sauriani con i loro seguaci Grigi (teorie riportate in auge da complottisti come David Icke con la teoria del complotto rettiliano e giudaico), e umani di pelle scura, che erano maggioranza a Mu/Lemuria rispetto ad Atlantide, e grandi catastrofi naturali per cui i pochi superstiti Nordici alieni "puri" rimasti sulla Terra si sarebbero rifugiati in caverne sotterranee, dando origine alla Fratellanza Bianca che influenzerebbe il mondo in maniera positiva (cosiddetti superiori sconosciuti), mentre l'intera razza umana di origine iperborea degenerava sotto l'influenza dei nemici dei Nordici, gli "oscuri", assomigliando agli uomini comuni.

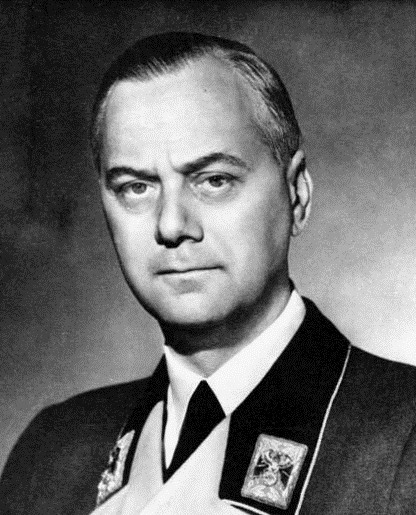
Alfred Rosenberg

Questa degenerazione degli atlantidei scesi da Thule era già stato un argomento cardine, in ambito nazista, del teorico e gerarca Alfred Rosenberg (che Charroux definì "uomo di talento") nel testo di ispirazione ariosofica-nordicista Il mito del XX secolo (che riprendeva a sua volta temi di Gobineau, Bailly, Chamberlain, Spencer, Nietzsche), considerato il testo di fondamento ideologico principale del regime nazionalsocialista assieme al Mein Kampf di Hitler stesso.
Anche Charroux come i nazisti esoterici è un critico delle religioni abramitiche, specie del retroterra giudaico-cristiano (definisce la Bibbia come piena di falsità ebraiche riguardo alla "vera storia"), a cui preferisce un neopaganesimo celtista-druidista, pur non credendo alle divinità celtiche che per lui rappresentano le rappresentazioni mitico-leggendarie degli antichi astronauti, non entità spirituali.

#### Cultura di massa
Le teorie di Charroux influenzarono anche artisticamente il fumettista belga Hergé, creatore di Tintin.
Anche in un'avventura di Topolino viene implicitamente ripresa la teoria di Charroux della Porta del Sole come portale spaziale.

### Charroux e Rennes-le-Château

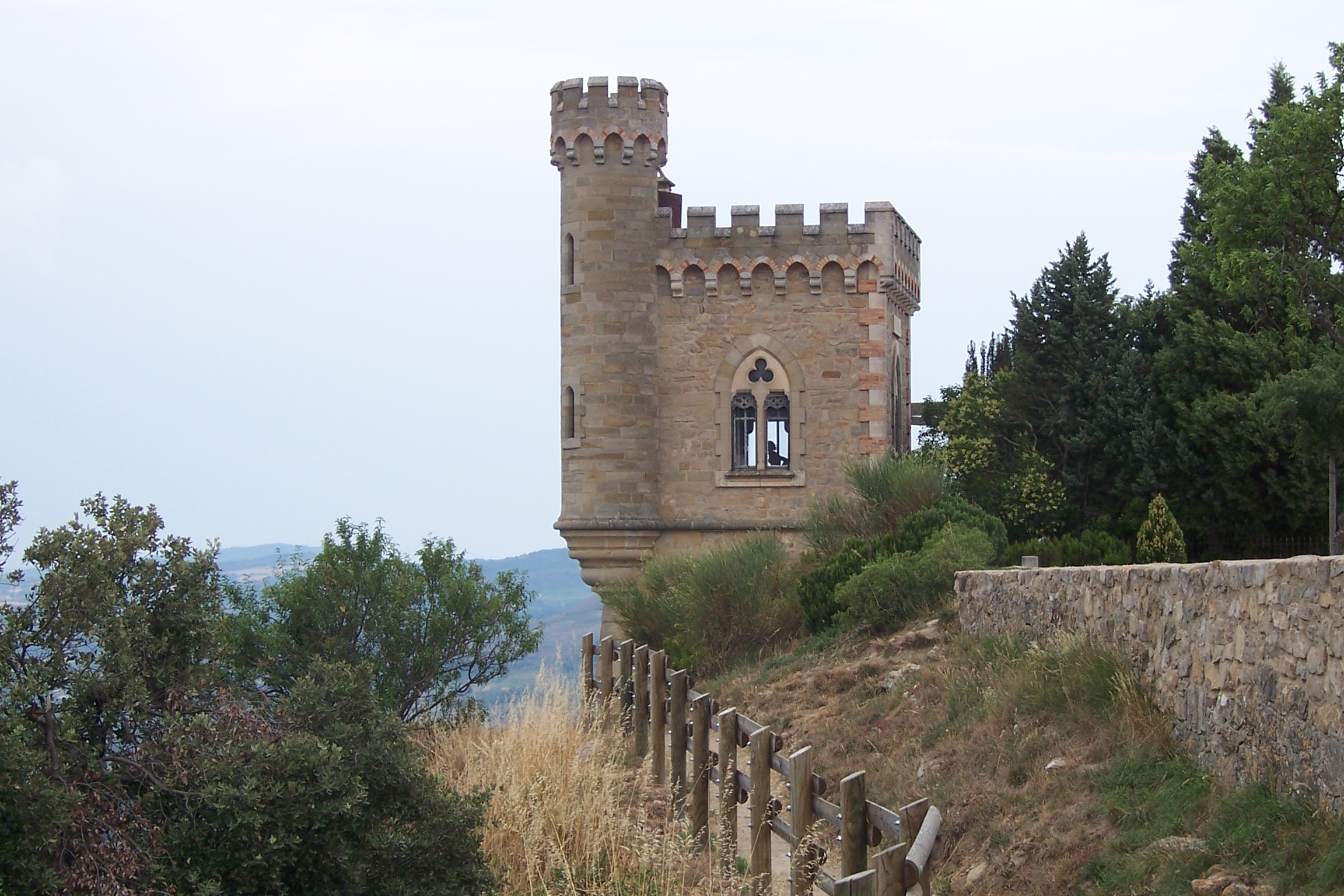
Rennes-le-Château, la Torre di Magdala costruita da Saunière

Robert Charroux inoltre sviluppò un interesse attivo nella ricerca del presunto tesoro di Rennes-le-Château, seguendo le affermazioni fatte da Noël Corbu sulla stampa locale nel 1956 e le tracce delle spedizioni naziste dell'Ahnenerbe, poi riprese da Pierre Plantard con la vicenda fraudolenta del Priorato di Sion, secondo cui il tesoro, per alcuni legato alla leggenda del Santo Graal e al mito dei catari (gnostici cristiani medievali), fu scoperto dal parroco Bérenger Saunière nel tardo XIX secolo. Nel 1958, con sua moglie Yvette e con Denise Carvenne, membro del "Treasure Seekers' Club" (da lui fondato nel 1951), Charroux esplorò il suolo del piccolo villaggio e la chiesa parrocchiale di santa Maria Maddalena usando un metal detector. Charroux realizzò su questa attività un opuscolo intitolato L'ébouriffante histoire du curé aux milliards che fu citato nei giornali francesi del periodo, e sarà seguita dall'opera di Gérard de Sède. Charroux pubblicò nel 1962 Trésors du monde, dove parlava ampiamente della vicenda. Dopo la morte di Charroux, assieme agli scritti di Plantard e Sède, il saggio fu una delle basi del "mito" moderno di Rennes-le-Château in epoca successiva a livello popolare. Rennes-le-Château divenne poi universalmente nota col saggio Il santo Graal (1982) e con le polemiche in margine al romanzo di Dan Brown Il codice da Vinci (2003).

## Opere

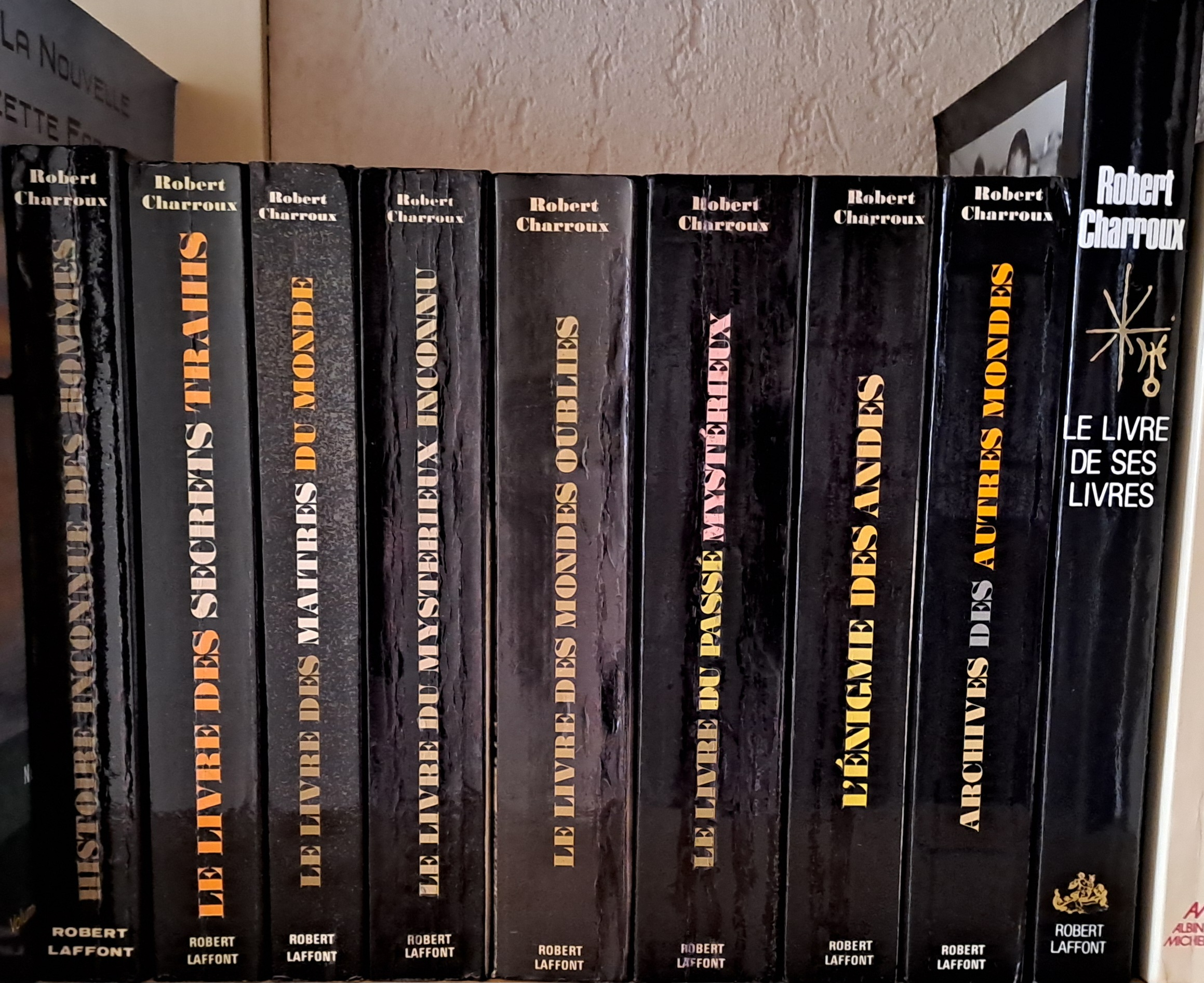
Diverse copie di libri di Charroux

### Saggi di paleoastronautica
- Histoire inconnue des hommes depuis cent mille ans, 1963, ed. Robert Laffont et J'ai lu, n° A372, coll. L'Aventure mystérieuse.
- Le Livre des secrets trahis, 1965, Éditions Robert Laffont et Éditions J'ai lu, n° A378, coll. L'Aventure mystérieuse.
- Le Livre des maîtres du monde, 1967, Éditions Robert Laffont et Éditions J'ai lu, n° A382, coll. L'Aventure mystérieuse.
- Le Livre du mystérieux inconnu, 1969, Éditions Robert Laffont et Éditions J'ai lu, n° A386, coll. L'Aventure mystérieuse.
- Le Livre des mondes oubliés, 1972, Éditions Robert Laffont et Éditions J'ai lu, n° A393, coll. L'Aventure mystérieuse.
- Le Livre du passé mystérieux, 1973, Éditions Robert Laffont et Éditions J'ai lu, n° A398, coll. L'Aventure mystérieuse.
- L’Énigme des Andes, 1974, Éditions Robert Laffont et Éditions J'ai lu, n° A399, coll. L'Aventure mystérieuse.
- Archives des autres mondes, 1977, Éditions Robert Laffont
- Le Livre de ses Livres, 1982, Éditions Robert Laffont

#### Traduzioni italiane
- Storia sconosciuta degli uomini, ed. Ceschina, 1973
- Il libro dei segreti traditi, ed. Ceschina, 1973
- Il libro dei maestri del mondo, ed. Ceschina, 1973
- Il libro dei segreti sconosciuti, ed. Ceschina, 1973
- Il passato misterioso, Futura Publications Ltd., 1974
- Civiltà perdute e misteriose. I misteri del cielo, ed. Mediterranee, 1983
- Miti e misteri del passato. L'insolito terrestre, ed. Mediterranee, 1983

### Libri di fotografia
- Miss Dora, le confort avant tout, Pin-up n. 26
- La Fille perpendiculaire, initiation au Schadisme, Jean-Albert Foex, éditions de la Rose Rouge, 1949.
- Le Livre des mondes oubliés, 39 fotografie, editions Robert Laffont, 1971.
- Le Livre du passé mystérieux, 40 foto, éd. Robert Laffont, 1973.
- L'Énigme des Andes, 50 foto, éd. Robert Laffont, 1974.
- Archive des autres mondes, documenti e 28 fotografie, éd. Robert Laffont, 1977.

### Articoli
- "Malkovsky", Paris-spectacles, nov.-dic. 1937.
- "Anne Gardon", La Danse, 1946.
- "Maha Chohan…", Destin, n. 111, marzo 1948.
- "L'Ébouriffante Histoire du curé aux milliards", Tout savoir, agosto 1958.
- "Le Curé mécène", Noir et Blanc, 1960.
- "Vénus-Terre, il y a 20000 ans, par fusée interplanétaire", Noir et Blanc, n. 906, 13 luglio 1962.
- "La chasse aux milliards est ouverte: on va sortir les trésors de leurs cachettes", Noir et Blanc, agosto/settembre 1962
- "Des trésors dans des souterrains", Historia, n. 90, settembre 1962.
- "Révélations sur l'enfance de Staline", Miroir de l'Histoire, n. 166, pp. 404–412, 1963.
- "Le Président du Club des chercheurs de trésors vous parle…", Plaisir de France, n. 298, 1963.
- "Toute l'histoire du monde sur des pierres gravées", NostraMagazine, n. 300 spécial, gennaio 1978.

### Romanzi brevi e racconti
- La Chanson dans la nuit, 1942, Éditions A.B.C.
- L'Ile des mers du Sud, 1942, Éditions A.B.C.
- La Cité du fond des mers, 1944, Éditions A.B.C.
- La Déesse de l'île aux Seringas, 1944, Éditions Mazarine
- Le livre qui tue..., 1945, Éditions S.A.G.E.
- Equation à onze inconnues, 1946, Éditions A.B.C.

### Romanzi
- La fille qui jouait avec le feu, 1946, Éditions Sceaux
- La Voyageuse du train bleu, 1946, Éditions Sceaux
- L'Homme et la Chimère, 1946, Éditions Crét
- La Dame blanche, 1948, Les publications Georges Ventillard

### Romanzi d'appendice
- L'Île volante du Professeur Barthélémy, Mon journal, Éditions Mon Journal.

### Fumetti
- Rendez-vous sur Mars dans 51 jours, 1946, Éditions Mon journal
- Rendez-vous sur Mars: Phobos la mystérieuse, 1947, Éditions Mon journal
- Rendez-vous sur Mars: Le Maître de l'Atome, 1947, Éditions Mon journal
- Tao, l'homme fauve, Jeudi magazine, n. 74-98, 1947-1948.
- Atomas, Mon journal, n. 70-86, Éditions Mon journal. 1948.

### Libri illustrati
- La voyageuse du train bleu, 1946, id "Romans".
- L'homme et la chimère, 1946, id "Romans.

### Saggistica non paleoastronautica
- Trésors du monde enterrés, emmurés, engloutis, 1962, Editions Fayard J'ai lu, n° A190, coll. « L'Aventure mystérieuse ».
  - Trésors du monde, trésors de France, trésors de Paris, enterrés, emmurés, engloutis, riedizione 1972, Éditions Fayard
- Le Fabuleux trésor de La Buse..., 1963

#### In italiano
- Guida ai tesori del mondo, ed. Mediterranee 1973

### Prefazioni
- Brûleriez-vous Sylf?, in Christia Sylf, Kobor Tigan't, chronique des géants, Éditions Robert Laffont, collection « Les portes de l'étrange », 1969.